# ليليا ميشيل
ليليا ميشيل (بالإسبانية: Lilia Michel)‏ هي ممثلة مكسيكية، ولدت في 30 يوليو 1926 في المكسيك، وتوفيت في 10 أغسطس 2011 بمدينة مكسيكو في المكسيك.

## وصلات خارجية
- ليليا ميشيل على موقع IMDb (الإنجليزية)
- ليليا ميشيل على موقع قاعدة بيانات الفيلم (الإنجليزية)